# Dayr al-Akul
Dayr al-Akul (monestir de l'espina dels camells) fou una antiga vila d'Iraq a uns 80 km al sud-est de Bagdad, a la vora del Tigris. Correspon a unes ruïnes anomenades avui dia Al-Dayr al nord d'Aziziya.
Probablement el seu nom pre-musulmà fou Dkola (paraula aramea que vol dir "corba") i, per tant, el monestir es devia dir Monestir de la Corba (del riu). La ciutat es va desenvolupar a l'entorn del monestir cristià; els àrabs van transformar Dkola en Akul. Fou centre d'un districte (tassudj) agrícola durant el califat. Tenia una gran mesquita i un mercat i era lloc de cobrament de les taxes als vaixells mercants (maasir) que navegaven pel riu. Als segles VIII i IX fou considerada una vila mitjana i prospera; Al-Mukkaddasi vers el 985 la considera la vila més important del Tigris entre Bagdad i Wasit.
La seva fama deriva de la batalla que s'hi va lliurar el 876 entre Yaqub I ibn al-Layth as-Saffar i les forces del califa al-Mútamid dirigides pel seu germà al-Muwàffaq, en què el safàrida fou derrotat per primer cop.
A partir del segle xi va entrar en decadència, potser coincidint amb la ruïna del canal de Nahrawan i el canvi del curs del Tigris (la vila va quedar a quasi dos km del riu). Sembla que va tenir una temporal renaixença vers la primera meitat del segle xiv però després va quedar abandonada.